# Comportamento collettivo
Il comportamento collettivo è un comportamento sociale umano più o meno spontaneo che numerosi individui manifestano al medesimo tempo, in presenza di un medesimo stimolo o di situazioni affini, siano essi riuniti in un luogo, come avviene tipicamente con la folla, oppure fisicamente separati e dispersi, come avviene con i movimenti sociali o, in un ambito più ristretto, con la moda.

## Classificazione
I tipi di comportamento collettivo sono innumerevoli, e non esistono classificazioni realmente soddisfacenti. Il modo più semplice per distinguere i comportamenti collettivi gli uni dagli altri consiste nell'attenersi alla forma manifesta che assumono, poiché ad essa corrisponde solitamente una particolare modalità di svolgimento: fughe in massa; moti di piazza; mode e manie per oggetti, persone, capi d'abbigliamento, cibi; raduni, assemblee, revival culturali e religiosi; violenze collettive, linciaggi; movimenti sociali, ecc.
Una classificazione dei comportamenti collettivi potrebbe essere la seguente:
- Comportamenti collettivi motivati da fenomeni politici: movimenti sociali, movimenti di dissenso e di resistenza, cortei, comizi elettorali, manifestazioni di protesta, assemblee, gruppi spontanei di militanti ed attivisti, sommosse, rivolte, moti di piazza; aggressioni ai danni di avversari politici; atti diffusi di sabotaggio; vittimizzazione (definizione come vittima o capro espiatorio) di una minoranza o di singole persone.
- Comportamenti collettivi motivati da fenomeni economici: scioperi; panico di risparmiatori e di azionisti; comportamento inflazionistico di produttori e consumatori; consumo ossessivo di determinati beni; voghe o manie per scommesse, lotterie, concorsi, giochi a premio.
- Comportamenti collettivi motivati da fattori religiosi: formazione di sette, pellegrinaggi di massa.
- Comportamenti collettivi motivati da fattori culturali: movimento giovanili (hippies, feste popolari, festival di canzoni all'aperto: Festival dell'Isola di Wight, di Woodstock); mode dell'abbigliamento, del trucco, dell'arredamento, dei mezzi di trasporto; consumo abituale di droghe, proibizionismo, uditori e pubblici delle comunicazioni di massa.
- Comportamenti collettivi motivati da eventi bellici e da catastrofi naturali: panico, fughe in massa, emigrazioni temporanee o definitive, saccheggi.
- Comportamenti collettivi motivati da attività sportive: tifo; invasioni di campo; formazione di associazioni, di clubs di tifosi parteggianti per una squadra, uso di capi d'abbigliamento, distintivi, bandiere.

Un posto speciale tra i comportamenti collettivi occupa la diceria o rumor. La diceria - susseguirsi di voci incontrollate, in parte vere in parte false, ma senza la possibilità di distinguere tra il falso ed il vero - può costituire da sola un comportamento collettivo, ed esaurirsi senza accompagnarsi ad altre forme di comportamento manifesto. Altre volte la diceria costituisce invece il principale sistema di informazione tra individui coinvolti in un comportamento collettivo, come avviene, in modo caratteristico, negli episodi di panico di origine economica, bellica, o catastrofica.